# Komsomol'skij (Daghestan)
Komsomol'skij (in russo Комсомольский?) è un insediamento di tipo urbano della Russia situato nel Daghestan. Fa parte del distretto urbano della città di Kizljar.
L'insediamento si trova in un'enclave del distretto urbano, situato tra i rajon Kizljarskij e Tarumovskij, 14 km a nord di Kizljar.